# Artemisia I của Caria
Artemisia I của Caria (480 TCN) là Nữ vương của Halicarnassus phục vụ dưới trướng của Hoàng đế Xerxes I của Ba Tư, người tham gia vào cuộc chiến xâm lược Hy Lạp.

## Lịch sử
Trong trận hải chiến Salamis, Xerxes cắt cử Nữ hoàng xứ Halicarnass Artemisia I đồng thời cũng là nữ tướng chỉ huy 5 chiến thuyền bất ngờ tấn công vào phía Hy Lạp. Hạm đội Hy Lạp bị thua to khi trời gần sáng. Artemisia bắt được một viên tướng Hy Lạp, sai đem buộc vào mũi thuyền, cắt cổ cho máu chảy xuống biển để tạ ơn Thần Biển.

## Trong văn hóa
Trong văn hóa điện ảnh, bà được vào vai bởi nữ diễn viên Eva Green trong bộ phim 300: Sự trỗi dậy của đế chế. Bà là một người phụ nữ trẻ có gia đình bị người Hy Lạp giết chết nên mang lòng hận thù nặng nề, thề sẽ hủy diệt văn minh Hy Lạp. Bà là người tàn nhẫn, lạnh lùng, giỏi sử dụng gươm và có một chút bạo dâm.